# Karlmann (Ostfrankenreich)

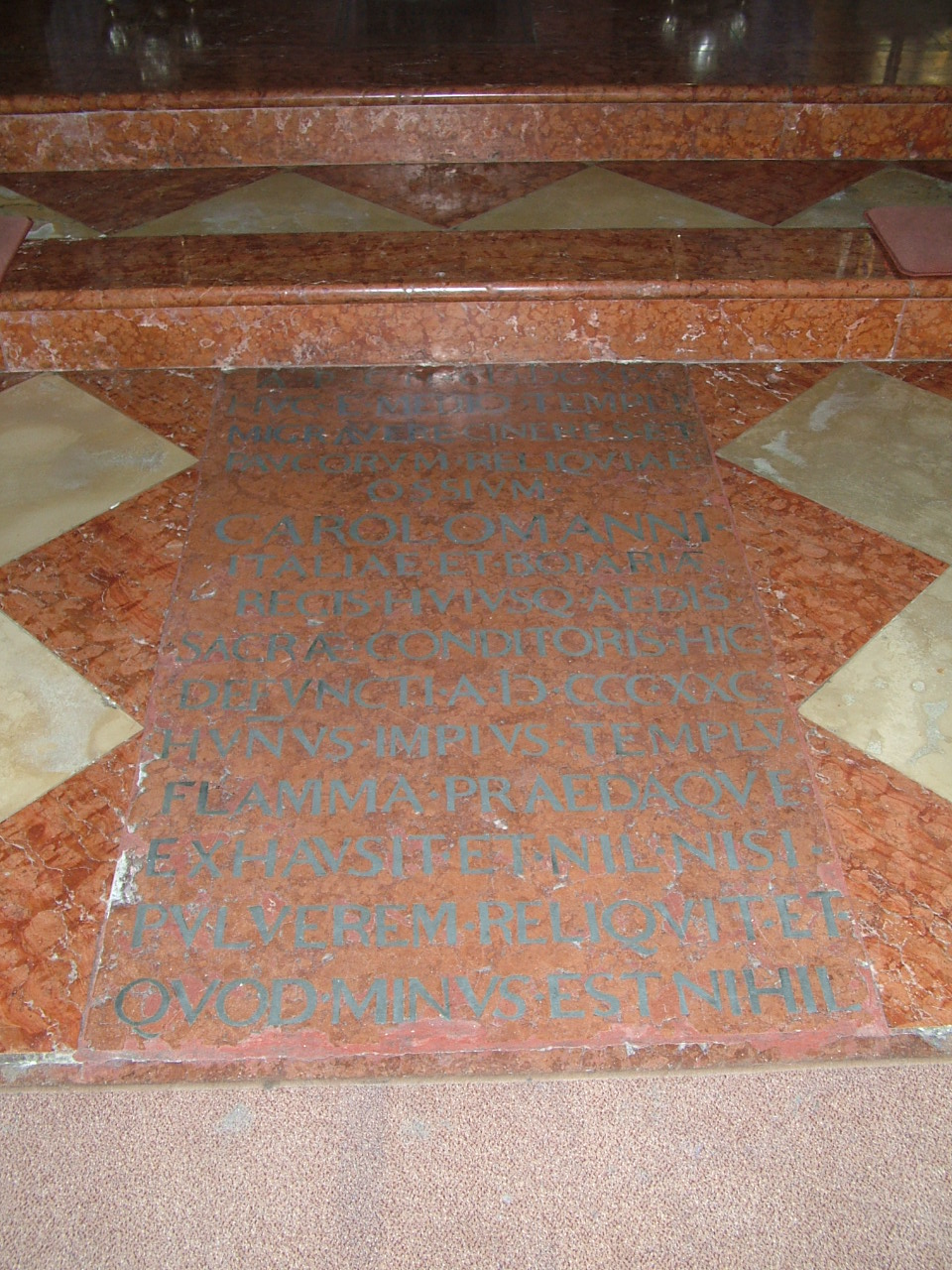
Grab Karlmanns in Altötting

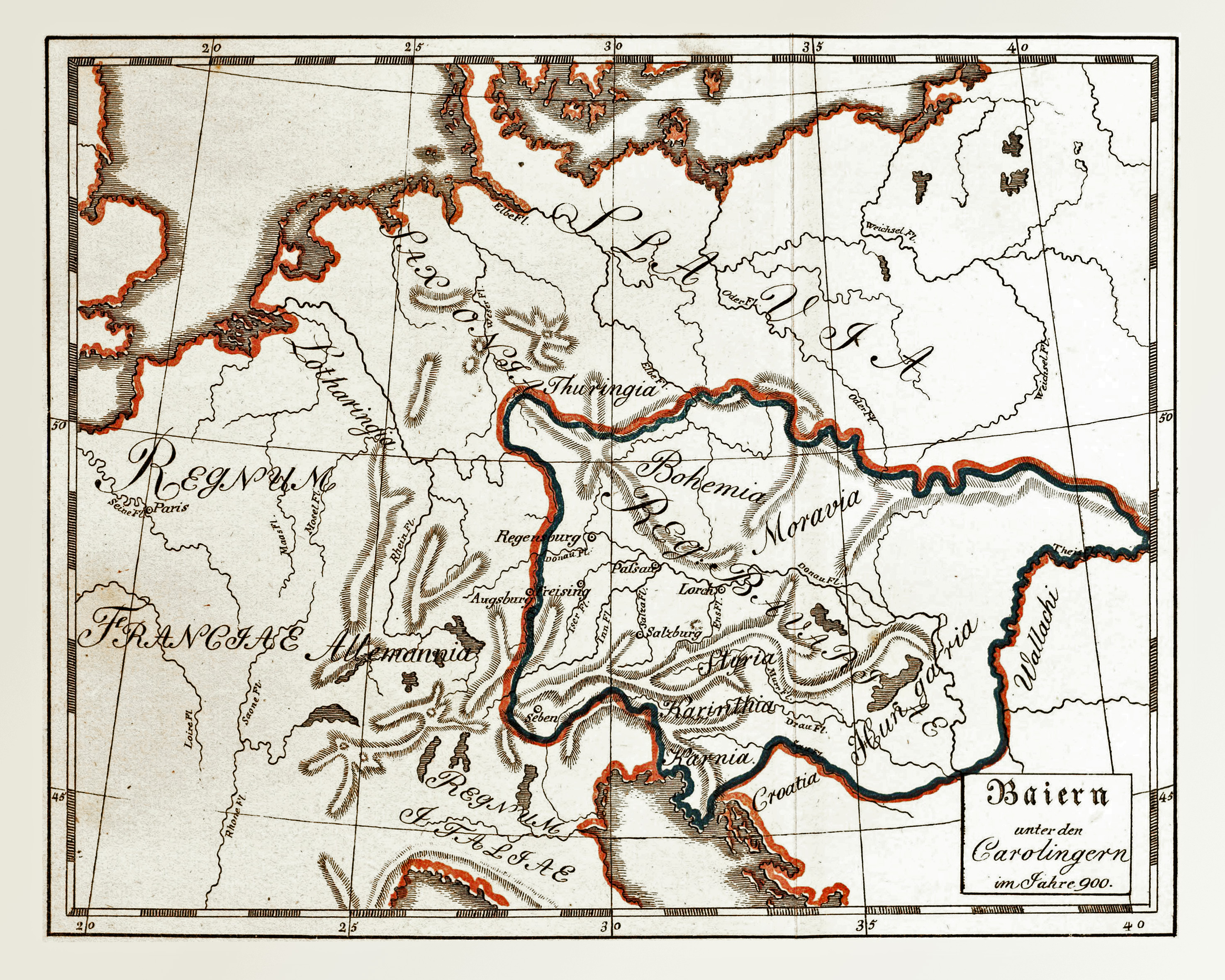
Baiern unter den Karolingern

Karlmann, lateinisch Karlomannus rex, (* um 830; † 22. September oder 29. September 880 in Altötting) aus dem Adelsgeschlecht der Karolinger war von 876 bis 880 König von Bayern (Baiern), König des Ostfrankenreiches und von 877 bis 879 König von Italien.

## Leben
Karlmann war der älteste Sohn des ostfränkischen Königs Ludwigs II. des Deutschen, und der Hemma, Tochter des Grafen Welf I. von Altdorf.
Bei der Reichsteilung seines Vaters im Jahre 865 erhielt Karlmann als König Bayern. Bayern bestand damals überwiegend aus dem Stammesgebiet der Bajuwaren. Karlmann übernahm nach Ludwigs Tod als König 876 die Herrschaft in Bayern.
877 trat er die Nachfolge seines Onkels, des westfränkischen Königs Karl der Kahle, als König von Italien an.
877 gründete er im heutigen Altötting das Kloster Ötting, das durch Schenkungen bald sehr wohlhabend wurde, und ließ dazu eine Kirche erbauen, auf deren Grundmauern heute die Stiftspfarrkirche St. Philipp und Jakob steht.
Die geographische Lage seiner Königspfalz war für Karlmann auch deshalb günstig, weil er auch die italienische Königskrone zugesprochen bekam. Er erkrankte in Verona, wo er sich vorübergehend aufgehalten hatte, schwer und kehrte nach Ötting zurück.
Karlmann verstarb dort am 22. September 880. Er ist in der Stiftskirche Altötting begraben.

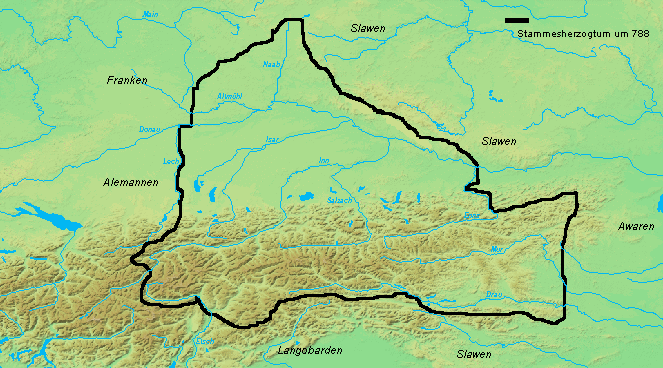
Bayern zur Zeit König Karlmanns

In der nach 900 verfassten Weltchronik Reginos von Prüm, Abt von St. Martin in Trier, wird König Karlmann folgend beschrieben:
„Es war aber dieser sehr vortreffliche König in den Wissenschaften wohlunterrichtet, der christlichen Religion ergeben, gerecht, friedliebend und mit aller Ehrbarkeit der Sitten geziert; die Schönheit seines Körpers war außerordentlich und auch die Stärke an ihm bewundernswert; dieser aber entsprach sein Hochsinn. Denn sehr viele Kriege führte er zusammen mit seinem Vater und noch mehr ohne ihn in den Reichen der Slawen, und stets trug er den Triumph des Sieges davon; die Grenzen seines Reiches mehrte und erweiterte er mit dem Schwert; den Seinen zeigte er sich mild, den Feinden furchtbar, im Gespräch leutselig, mit Demut geschmückt, in der Ordnung der Reichsangelegenheiten ungemein tüchtig, so dass ihm durchaus nichts zu fehlen schien, was einer königlichen Majestät zukommt.“ (Regino von Prüm: Weltchronik (900)).
879, als er bereits aus gesundheitlichen Gründen regierungsunfähig war, gab er Italien an seinen Bruder Karl III. den Dicken, der im alemannischen Teilreich herrschte. Nach Karlmanns Tod erhielt sein Bruder Ludwig III. der Jüngere, der in Franken, Sachsen, Thüringen und der Hälfte Lothringens herrschte, Bayern, Karlmanns Sohn Arnulf von Kärnten erhielt die Markgrafschaft Kärnten.
Laut hauptsächlich westfränkischer Historiographie entstammte Arnulf einer unehelichen Verbindung zwischen Karlmann und Liutswind († vor 891). Nach Arnulfs Geburt um 850 heiratete Karlmann (vor 861) eine nicht namentlich bekannte Tochter des Grafen Ernst aus der Familie der Ernste, die nach dem 8. August 879 starb. Allerdings ist nicht völlig auszuschließen, dass es sich bei den beiden Frauen um dieselbe Person handelt.